# Palm Cove
Palm Cove ist ein Touristenort im australischen Bundesstaat Queensland mit 2450 Einwohnern (Stand 2021).

## Geografie
Palm Cove liegt rund 20 Kilometer nördlich von Cairns und 1412 Kilometer nördlich von Brisbane. Der Ort ist im Westen von der MacAlister Range und im Osten vom Pazifik umgeben, im Süden grenzt er an den Nachbarort Clifton Beach. Nordöstlich von Palm Cove liegt die kleine Insel Double Island mit den vorgelagerten Riffen Double Island Reef und Haycock Reef.
Der zwei Kilometer lange Strand von Palm Cove liegt zwischen der Landzunge Buchan Point und Clifton Beach.
In Ortszentrum befindet sich der kleine Tom McDonald Park.

## Geschichte
Palm Cove wurde im späten 19. Jahrhundert gegründet. Zuerst entstand dort eine Obstplantage der Familie Buchan. Zu dieser gehörte auch ein Strand, der Palm Beach genannt wurde. In einer anderen Darstellung soll sich Archdeacon Campbell als erster Europäer in dem Gebiet niedergelassen haben. Ihm gehörten 200 Acres Land, die er vor dem Ersten Weltkrieg an Albert Veivers  für 200 Pfund Sterling verkaufte. Um 1900 war das Gebiet von Palm Cove ein militärisches Trainingsgelände. Zwischen den 1920er und 1950er Jahren baute die Familie Veivers strandnah Gebäude. Später wurden jährliche Sportveranstaltungen und Rodeotage veranstaltet. Da es die Ortsnamen Palm Beach in Queensland und in New South Wales bereits gab, wurde der Ort im Jahr 1980 in Palm Cove umbenannt. 1958 entstanden erste Ferienhäuser, anschließend ein Caravanpark und ein Anlegesteg. Als der Cairns Airport gebaut wurden, entstanden weitere Ferienhäuser und Resorts.

## Bevölkerung
Palm Cove hatte 2016 2059 Einwohner, von denen 1.001 männlich und 1.063 weiblich waren. Das durchschnittliche Alter lag bei 49 Jahren, das ist 11 Jahre über dem australischen Durchschnitt von 38 Jahren. 12,7 % der Einwohner waren unter 14 Jahren. Indigene Einwohner stellten mit 39 Personen 1,9 % der Bevölkerung Palm Coves.
In Palm Cove lebten 567 Familien mit durchschnittlich 0.4 Kindern. Im Schnitt umfasste ein Haushalt 2,1 Personen.
Die größten Volksgruppen in Palm Cove sind Engländer mit 29,3 %, Australier mit 21,0 %, Iren mit 9,5 %, Schotten mit 9,0 % und Deutsche mit 4,9 %.
Der Medianpreis für Häuser betrug zwischen Oktober 2021 und September 2022 ca. $ 970.000 und für Wohnungen $ 365.000. Der Median für Mieten pro Woche betrug im entsprechenden Zeitraum $ 590 für Häuser und $ 410 für Wohnungen.